# Élections législatives de 1951 en Haute-Volta
Les élections législatives françaises de 1951 se tiennent le 17 juin. Ce sont les deuxièmes élections législatives de la Quatrième République.

## Mode de scrutin
Le mode d'élection choisit pour ce département est la représentation proportionnelle plurinominale suivant la méthode du plus fort reste.
Dans le territoire du Haute-Volta, quatre députés sont à élire. 
Il y a un collège unique, c'est-à-dire que les personnes relevant du Statut civil français et celles relevant du Statut personnel votent ensemble.

## Élus
| Député sortant    | Parti | Parti     | Député élu ou réélu | Parti | Parti     |
| ----------------- | ----- | --------- | ------------------- | ----- | --------- |
| Henri Guissou     |       | UDIHV-IOM | Henri Guissou       |       | UDIHV-IOM |
| Mamadou Ouédraogo |       | UDIHV-IOM | Mamadou Ouédraogo   |       | UDIHV-IOM |
| Nazi Boni         |       | UDIHV-IOM | Nazi Boni           |       | UDIHV-IOM |
| Siège créé        |       |           | Joseph Conombo      |       | UDIHV-IOM |

## Résultats

### Résultats à l'échelle du département
| Parti    | Parti          | Candidat              | Résultats | Résultats | Sièges | Sièges |
| Parti    | Parti          | Candidat              | Voix      | %         |        |        |
| -------- | -------------- | --------------------- | --------- | --------- | ------ | ------ |
|          | UDIHV-IOM      | Joseph Conombo        | 146 861   | 58,76     | 3      |        |
|          | diss UDIHV-IOM | Nazi Boni             | 66 986    | 26,80     | 1      |        |
|          | ÉV-RPF         | Michel Dorange        | 16 980    | 6,79      | 0      |        |
|          | EV             |                       | 11 725    | 4,69      | 0      |        |
|          | MPV            | Bougouraoua Ouedraogo | 7 388     | 2,96      | 0      |        |
|          |                |                       |           |           |        |        |
| Inscrits | Inscrits       | Inscrits              | 334 149   | 100,00    | 4      |        |
| Votants  | Votants        | Votants               | 251 138   | 75,16     |        |        |
| Exprimés | Exprimés       | Exprimés              | 249 940   | 99,52     |        |        |